# Mary Devensová

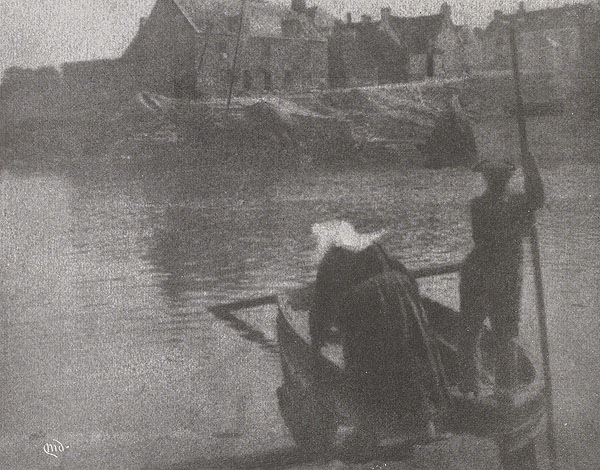
Mary Devensová: The Ferry, Concarneau, fotogravura publikovaná v Camera Work č. 7, 1904

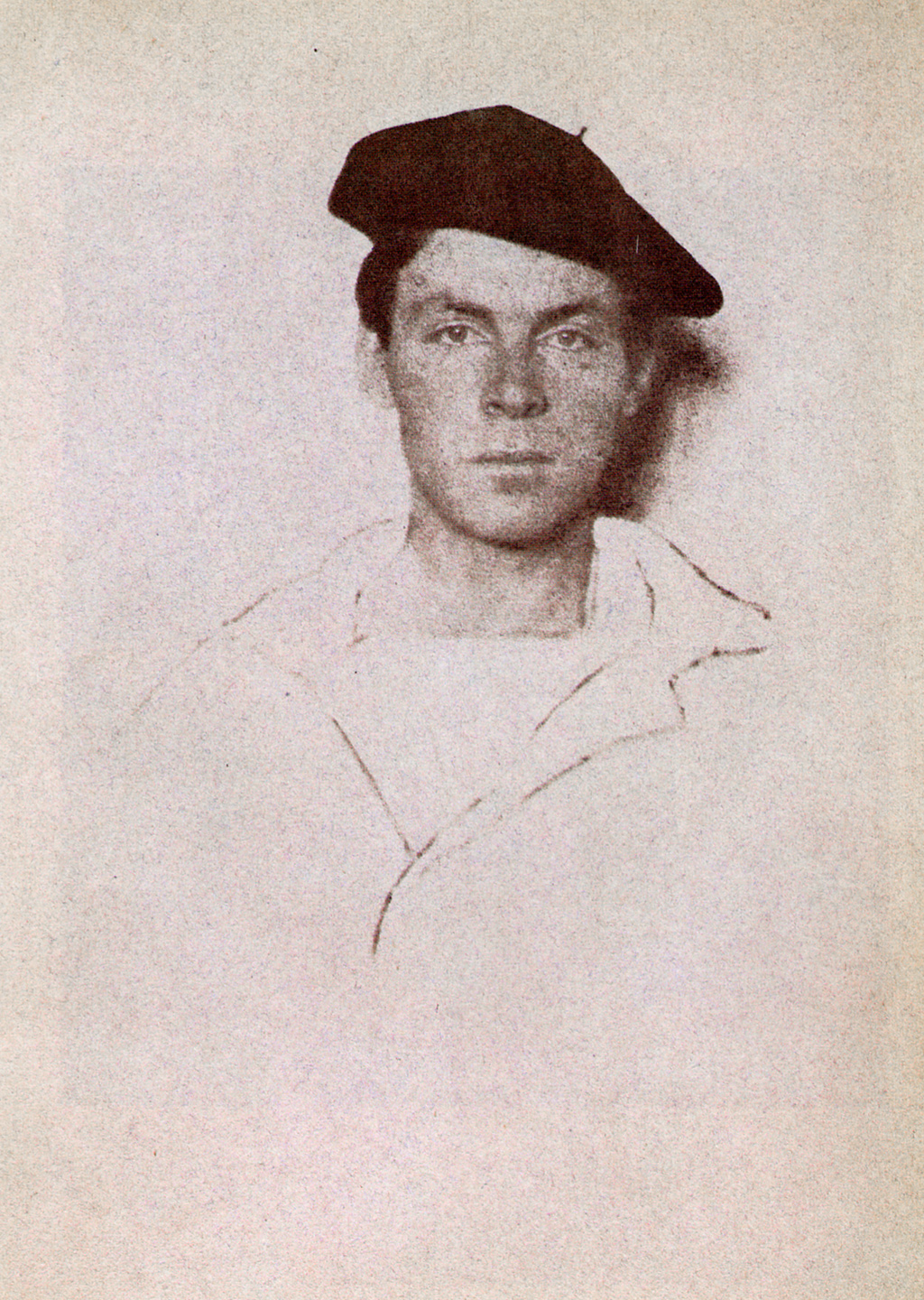
Mary Devensová: Charcoal Effect, fotogravura publikovaná v Camera Notes, svazek 6 č. 1, leden 1902

Mary Devensová (nepřechýleně Devens; 17. května 1857 Ware – 13. března 1920 Cambridge) byla americká fotografka, považovaná za jednu z deseti nejvýznamnějších piktorialistických fotografek z počátku 20. století. Byla mezi zakládajícími členy spolku Fotosecese Alfreda Stieglitze.

## Život a dílo
Narodila se 17. května 1857 ve městě Ware v Massachusetts jako dcera Arthura Lithgowa Devense a Agnes Howard White Devensové. Vyrůstala v Cambridge v Massachusetts a někdy během jejího mládí se u ní rozvinul zájem o fotografii. Velmi se zajímala o tiskové techniky, především ušlechtilé tisky, kterými by mohla snímek ovlivňovat, včetně ozotypie, gumotisku a platinotisku. Gumotisk zvládala tak dobře, že v roce 1896 vedla přednáškový kurz v Cambridžském fotografickém klubu.
Přibližně na konci 80. let se Devensová setkala s bostonským fotografem F. Hollandem Dayem, který ovlivnil její kariéru podporováním a obhajobami její práce. Sám osobně předložil pět jejích tisků na londýnském fotografickém Salonu v roce 1898 a také ji seznámil s fotografem Alfredem Stieglitzem, se kterým si pravidelně po mnoho let dopisovala. Holland Day podpořil její umění také na známé přednášce Fotografie jako umění v Harvardském fotografickém klubu v roce 1900 a zařadil několik jejích tisků na jeho výstavu Nová škola americké fotografie (The New School of American Photography) v roce 1901.
Devensová v letech 1900–1901 odcestovala do Evropy, kde se setkala s Edwardem Steichenem a Robertem Demachym. Demachy byl tak ohromen ze vzájemné spolupráce, že zařadil několik jejích fotografií na významnou výstavu fotografek v Paříži, kterou pořádala Frances Benjamin Johnstonová. Výstava se konala v rámci světové výstavě Exposition Universelle v Paříži roku 1900 na téma Americké ženy fotografky. Kromě Devensové vystavovaly svá díla ještě například Sarah Choate Searsová nebo Zaida Ben-Yusufová.
V roce 1902 byla Devensová přijata do britského spolku Linked Ring a Stieglitz ji zařadil mezi zakládající členy spolku Fotosecese. Alfred Stieglitz ji v roce 1902 zařadil ve svém článku v časopise Century Magazine, spolu s Gertrudou Käsebierovou, Evou Watson-Schützeovou nebo Rose Clarkovou, mezi deset nejvýznamnějších amerických piktorialistických fotografek tehdejší doby. Jednu její fotografii publikoval také ve svém slavném časopisu Camera Work.
V té době začal kvůli neznámé příčině Devensové rychle selhávat zrak. Po roce 1904 vystavila jen pár tisků na výstavách, i když Stieglitz zařadil její práce na inaugurační výstavu Galerie 291 v roce 1905. Již však není známo, zda se jakékoli fotografické činnosti věnovala i po roce 1905.
Devensová zemřela 13. března 1920 v Cambridge.

## Galerie

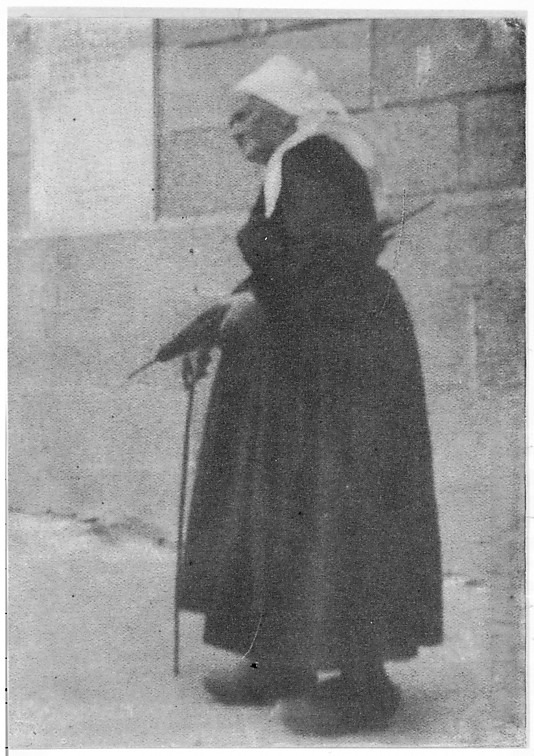
Babička, asi 1900
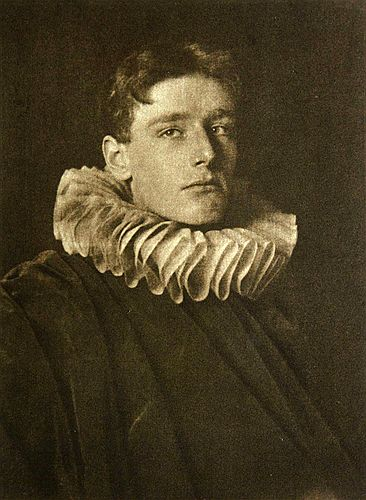
Fotografie ve stylu „van Dyck“